# Formatge trapenc

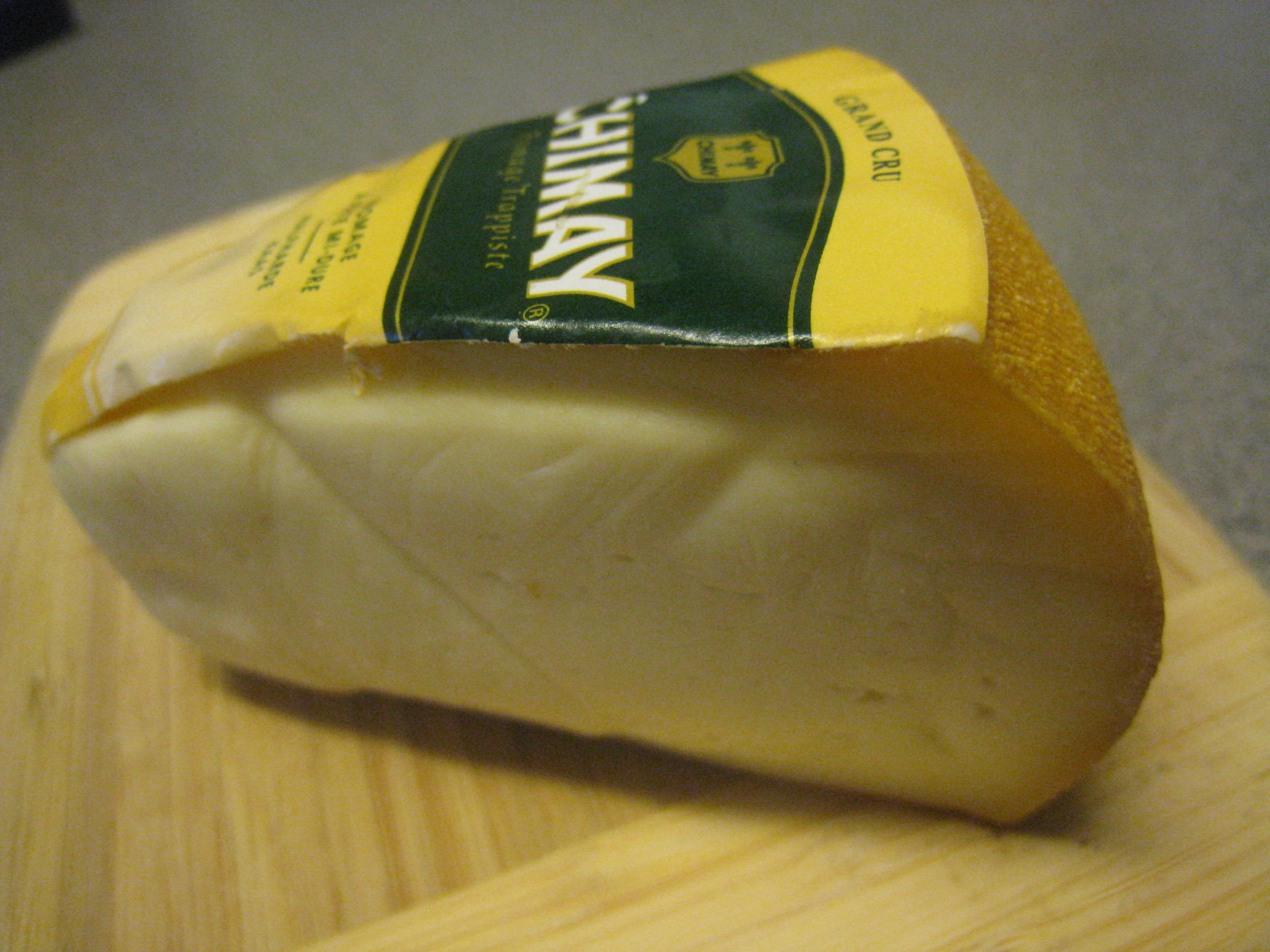
Tall del formatge Chimay

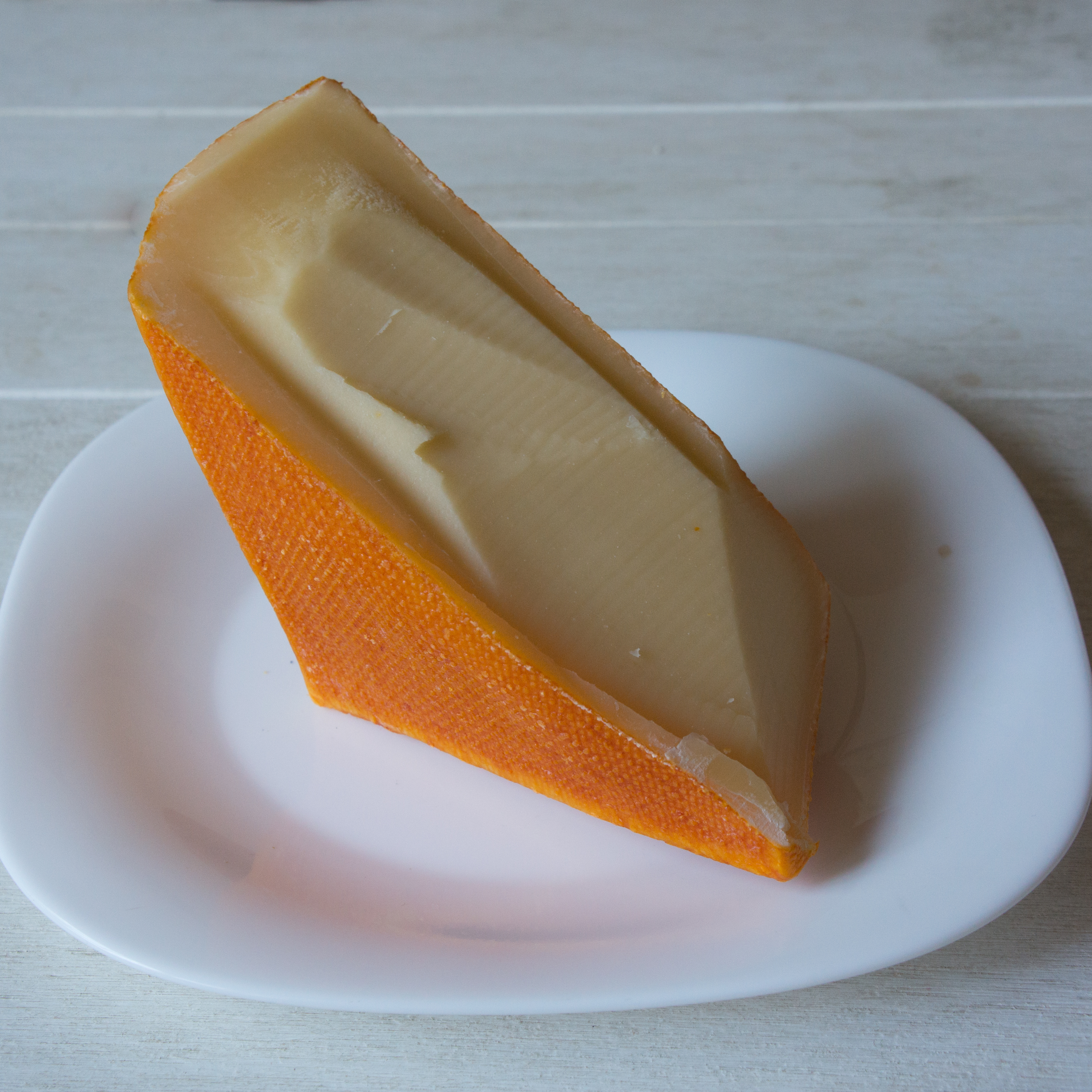
Tall del formatge Orval

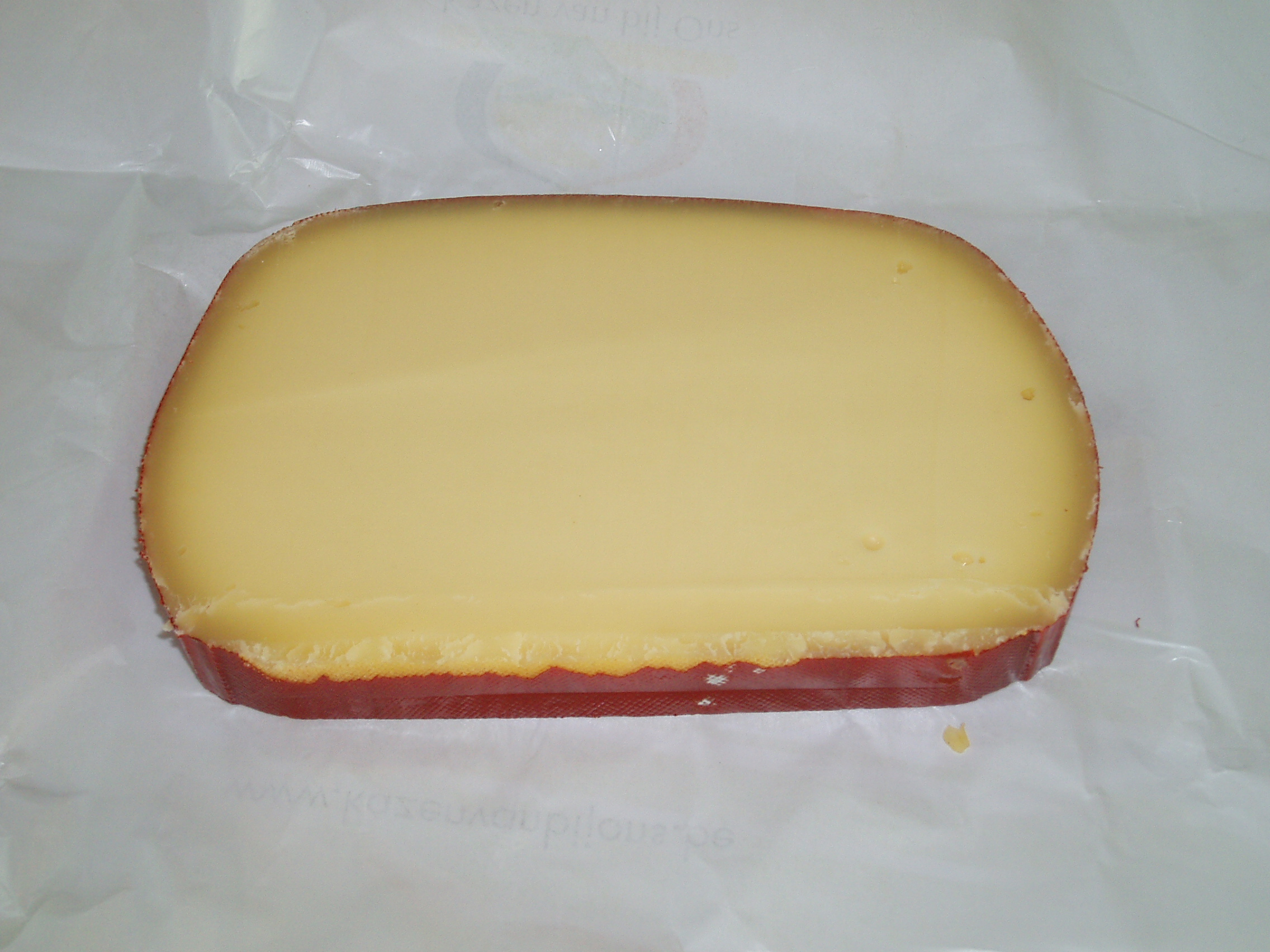
Tall del formatge Westmalle

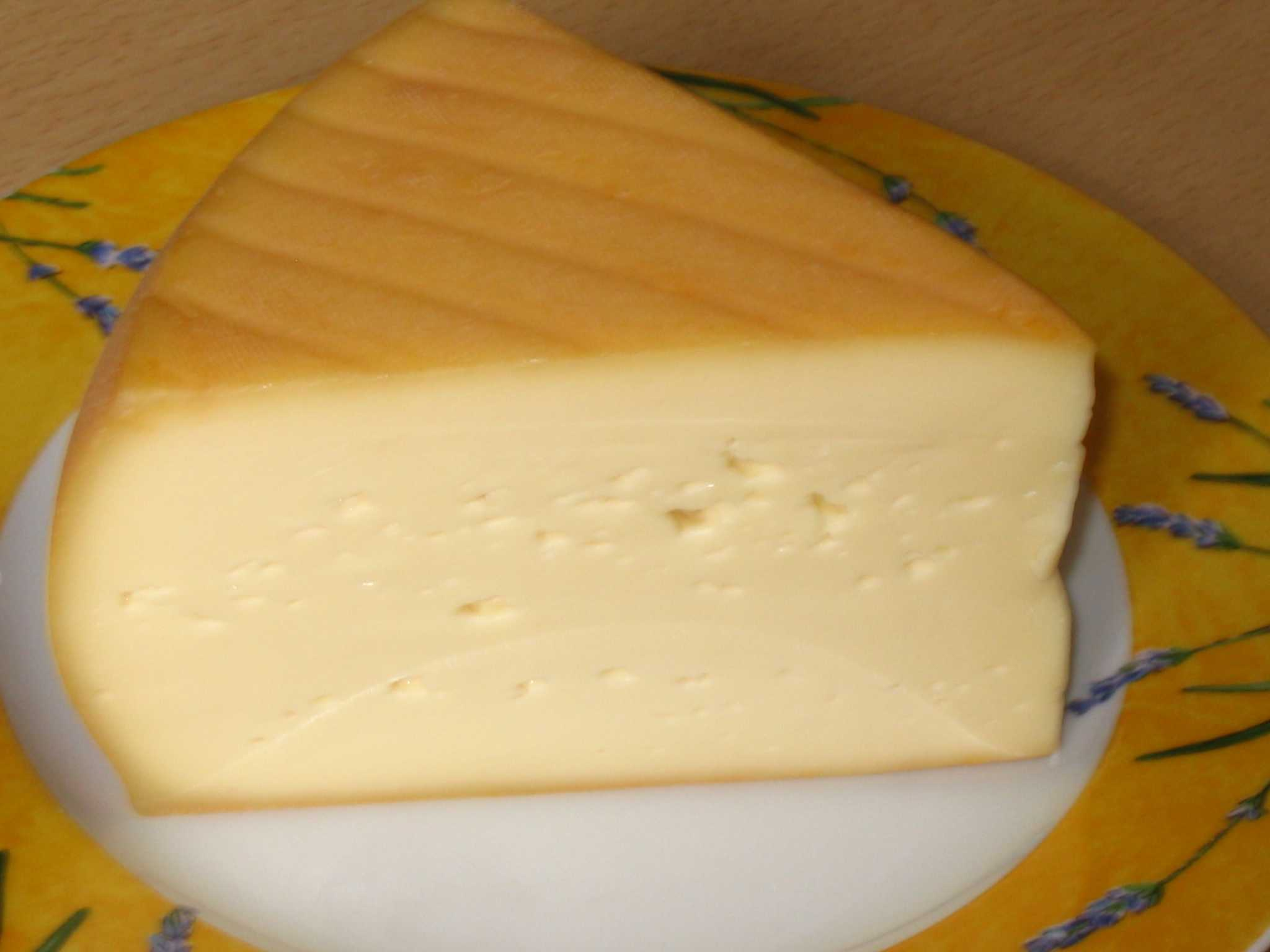
Tall del formatge Mont des Cats

El formatge trapenc és una marca de formatges elaborats per monjos i monges cistercenques en abadies de l'Ordre de la Trapa, i que porten el logo «Authentic Trappist Product Label» atorgat per l'Associació Internacional Trapenca. Per portar la marca de l'AIT, els formatges han de ser elaborats en el monestir o a proximitat per monjos o monges, la gestió de la formatgeria ha de ser subordinada a la vida monàstica, i els beneficis han d'invertir-se únicament en el sustento del monestir i en obres de caritat.

## Formatges trapenses
Les abadies trapenques de molts països elaboren formatges però, a data de gener de 2014, solament cinc abadies de Bèlgica, França i Àustria fabriquen formatges autoritzats a ser denominats «trapencs»:
- Formatges de l'abadia de Chimay (Bèlgica). Elaborats pels monjos de l'abadia de Notre-Dame de Scourmont, prop de Chimay, aquests cinc formatges es fabriquen amb llet recollida exclusivament a la regió de Chimay i es guareixen en els cellers de l'abadia. Tenen forma rodona, amb escorça natural i de pasta semi-dura o dura, i amb maduració de 5 setmanes a 8 mesos segons el formatge. Aquí s'elaboren també unes famoses cerveses que porten el nom de Chimay.
- Formatge de l'abadia d'Orval (Bèlgica). Elaborat amb llet procedent de la regió de Gaume, on es troba l'abadia d'Orval, té com a precedent el formatge que s'elaborava en l'abadia francesa de Notre Dame de Port-du-Salut. Té pasta relativament tova, untuosa, no cuita, d'escorça natural rentada. Pertany a la categoria de formatges belgues anomenats Plateau.
- Formatge de l'abadia de Westmalle (Bèlgica). De producció limitada, el formatge s'elabora amb llet crua de les pastures de l'abadia de Westmalle.
- Formatge de l'abadia de Mont des Cats (França). Situada a França, prop de la frontera belga, l'abadia de Mont des Cats produeix tres formatges amb una maduració d'un mes.
- Formatge de l'abadia de Engelszell (Austría). Elaborat en la formatgeria del veí monestir cistercenc de Stift Schlierbach, que produeix altres formatges que no gaudeixen de la marca, la seva denominació és «Bio-Formatge trapenc d'Engelszell». És un formatge tou d'escorça rentada.
- Formatge de l'abadia de Rochefort (Bèlgica). Elaborat pels monjos trapencs de l'Abadia de Rochefort.Tots els formatges són de pasta tova rentada en cervesa.

## Característiques
Són semiprensats en la seva majoria, elaborats a nivell artesanal o industrial amb llet de vaca pasteuritzada o crua segons la regió. Hi ha gran varietat d'ells, i les escorces poden anar des del color blanc al daurat o ocre. El seu sabor és suau, resultant a vegades especiat fins a subtilment fort.

## Formatges amb origen trapenc
Existeixen diversos formatges prestigiosos que van ser creats i fabricats a l'origen per monjos trapencs, però la marca comercial dels quals i elaboració han estat cedits a grans formatgeries.
El famós formatge Port-Salut va néixer al segle xix en l'abadia cistercenca de Notre-Dame de Port-du-Salut, en Entrammes, en el departament francès de Mayenne. A causa del seu gran èxit i per protegir el seu autentícitat, els monjos van registrar la marca «Port Salut» l'any 1874, i es va decidir que les imitacions portarien la denominació «Saint Paulin». Davant l'expansió del mercat i de la producció, l'any 1959 els monjos van decidir vendre el nom a la societat anònima «Les Fermiers Réunis». L'abadia ja no elabora formatges.
El formatge Echte Lloo ("Lloo veritable") que prové de la localitat flamenca de Lloo, es basa en una antiga recepta dels monjos de l'antiga abadia de Lloo i és comercialitzat per la marca Passendale.